# Холних
Холних (њем. Hollnich) општина је у њемачкој савезној држави Рајна-Палатинат. Једно је од 134 општинска средишта округа Рајн-Хунсрик. Према процјени из 2010. у општини је живјело 303 становника. Посједује регионалну шифру (AGS) 7140055.

## Географски и демографски подаци
Холних се налази у савезној држави Рајна-Палатинат у округу Рајн-Хунсрик. Општина се налази на надморској висини од 450 метара. Површина општине износи 2,3 km². У самом мјесту је, према процјени из 2010. године, живјело 303 становника. Просјечна густина становништва износи 133 становника/km².

## Међународна сарадња
| Мјесто | Држава    | Врста сарадње | Од    |
| ------ | --------- | ------------- | ----- |
|        | Француска | партнерство   | 1994. |
|        | Француска | партнерство   | 1994. |
| Извор  |           |               |       |